# Pașcani
Paşcani é uma cidade da Roménia, no judeţ (distrito) de Iaşi com 42.172 habitantes.